# Tomoi
Tomoi（トモイ、1970年11月17日 - ）は、日本のミュージシャン、ドラマー。愛知県出身。血液型はO型。中日ドラゴンズの大ファン、趣味は釣り。

## 来歴
1993年、ボーカルのakiとLaputaを結成。
1996年、シングル「硝子の肖像」で東芝EMIよりメジャーデビュー。
2004年、9月5日の渋谷公会堂でのライブをもって、Laputa解散。
2005年、6月1日のMILK FUDGEのライブにサポート参加。6月15日に正式加入、同年12月23日解散。
2006年、3月から解散までJILSのサポートドラマーを務める。
2007年、6月にC4を結成。ドラムスとして活動。
2013年、KEEL結成。2018年より一時活動停止。

## 影響
子供の頃は両親の影響で、デュラン・デュランやTOTOなどの洋楽をよく聴いていた。理想のドラマーにDEAD ENDの湊雅史や筋肉少女帯の太田明を挙げている。